# Карри, Дональд (хоккеист на траве)
Дональд Карри (англ. Donald Currie, 6 марта 1935, Брисбен, Австралия) — австралийский хоккеист (хоккей на траве), нападающий.

## Биография
Дональд Карри родился 6 марта 1935 года в австралийском городе Брисбен.
В 1960 году вошёл в состав сборной Австралии по хоккею на траве на Олимпийских играх в Риме, занявшей 6-е место. Играл на позиции нападающего, провёл 5 матчей, забил 1 мяч в ворота сборной Польши.